# Katastrofa lotnicza w Bandundu
Katastrofa lotnicza w Bandundu – wydarzyła się 25 sierpnia 2010 o godzinie 13:00 w Demokratycznej Republice Konga. Podchodzący do lądowania samolot Let L-410 Turbolet linii Filair uderzył w budynek niecały kilometr przed progiem pasa lotniska. Nie było ofiar na ziemi; spośród 21 osób obecnych na pokładzie ocalał jeden z pasażerów.

## Statek powietrzny
Samolotem uczestniczącym w katastrofie był 19-letni turbośmigłowy Let L-410 Turbolet o numerze fabrycznym 912608. Samolot ten do roku 2007 wykorzystywany był przez estońskie linie lotnicze Airest, głównie do przewozu poczty lotniczej; po dwóch latach nieużywania został odkupiony i wyremontowany przez kongijskie linie Filair. Kapitanem samolotu podczas tragicznego lotu był właściciel Filair, Belg Daniel Philemotte.

## Katastrofa

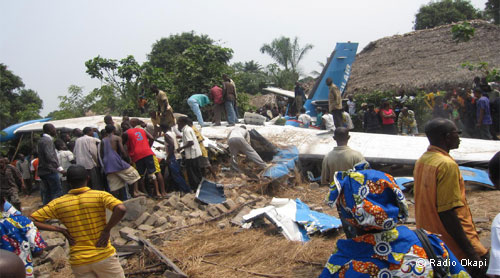
Wrak w miejscu katastrofy, 27 sierpnia 2010

Po rutynowym locie ze stolicy kraju, Kinszasy, podczas podchodzenia do lądowania w porcie lotniczym Bandundu nos samolotu nagle opadł, Turbolet zaczął gwałtownie tracić wysokość i rozbił się o budynek zlokalizowany niespełna kilometr od progu pasa. W katastrofie śmierć poniosła cała trzyosobowa załoga; spośród osiemnastu pasażerów ocalał tylko jeden, który w stanie krytycznym trafił do szpitala. Nie było ofiar na ziemi.

## Przyczyny katastrofy
Wkrótce po tragicznym zdarzeniu miejscowe stacje radiowe zaczęły powtarzać informacje, jakoby główną przyczyną katastrofy była niedostateczna ilość paliwa w zbiornikach maszyny, co doprowadziło do zgaśnięcia silników w czasie lotu. Hipotezę tę potwierdzały zeznania żołnierzy MONUSCO (misji stabilizacyjnej ONZ), według których w miejscu katastrofy nie było żadnych śladów ognia, dymu ani wybuchu przy uderzeniu; jednak kierownictwo Filair ogłosiło, że w miejscu tragicznego wypadku znaleziono ok. 150 kg kerozyny – co oznaczało, że samolot miał wystarczający zapas paliwa, by dotrzeć do lotniska i wylądować. Piloci nie zgłaszali również w czasie lotu żadnych problemów technicznych z samolotem.
Przyczynę katastrofy wyjaśniły zeznania jedynego ocalałego z tragedii. Jeden z pasażerów wniósł na pokład dużą torbę wojskową, w której, jak się okazało, przemycał żywego krokodyla. W czasie lotu zwierzę uwolniło się z torby; widząc poruszającego się po podłodze w tylnej części samolotu krokodyla, pasażerowie wpadli w panikę i, chcąc oddalić się od zwierzęcia, raptownie przemieścili się ku przodowi samolotu. Spowodowało to przesunięcie środka ciężkości maszyny; pilot stracił panowanie nad nieodpowiednio wyważonym samolotem i, będąc w trakcie końcowego podejścia na małej wysokości nad ziemią, nie zdołał zapobiec katastrofie. Żołnierze MONUSCO potwierdzili, że wśród szczątków rozbitego samolotu znaleźli żywego krokodyla, którego musieli uśmiercić, by móc przeszukiwać wrak.